# Розмарі Клуні
Розмарі Клуні (англ. Rosemary Clooney; 23 травня 1928 — 29 червня 2002) — американська естрадна співачка та акторка 1940-х-1950-х. Джазвумен, сценаристка, автобіографка. Тітка актора Джорджа Клуні.

## Біографія
Народилася в м. Мейсвілл (штат Кентуккі), в сім'ї католиків, вихідців з Ірландії — Ендрю Джозефа Клуні та Френсіс Мері Гілфойл. Коли Розмарі було 13, її мати та брат Нік переїхали до Каліфорнії, залишивши її та молодшу сестру на піклування батька, який намагався утримувати дочок, працюючи на оборонній фабриці. Якось уночі він пішов святкувати закінчення Другої світової війни, забрав усі гроші і більше не повернувся. Як пише Клуні у своїй автобіографії, вона із сестрою були надані самі собі.

## Кар'єра
На початку своєї кар'єри Клуні виступала у дуеті із сестрою Бетті. У першій половині 1950-х була однією з найпопулярніших естрадних співачок Америки. Її манера виконання відрізнялася досить своєрідним фразуванням, а виступи супроводжувалися цікавими акторськими знахідками. Її пісні Come On-a My House (1951), Half As Much (1952), Hey There (1953) і This Ole House (1954) досягли першого рядка в національних чартах продажів.
У другій половині 1950-х Клуні вела досить популярне телевізійне шоу та багато гастролювала з Бінгом Кросбі, який був шанувальником її таланту.
Справжнім тріумфом стало виконання пісні «Mambo Italiano» у 1954 році.
З настанням епохи рок-н-ролу популярність співачки пішла на спад. Незабаром після цього прямо під час концерту у неї стався нервовий зрив, причиною якого був біполярний афективний розлад, посилений вживанням наркотиків. 1958 року Розмарі знімається у власному телешоу. Вона перебуває на піку слави. Але вже через деякий час, пригнічена великою кількістю роботи в студії, зйомками, виступами та материнством, Клуні звикла до вживання великої кількості заспокійливого та снодійного. Попри те, що життя акторки для громадськості здавалося спокійним і розміреним, її фізичний стан погіршувався через вплив таблеток.
У 1958 році Клуні йде з Columbia Records. Вона робить запис для студії Metro-Goldwyn-Mayer, а потім і для Coral. До кінця 1958 року вона підписала договір з фірмою RCA Victor, з якою співпрацювала до 1963 року.
Глибокою психічною травмою обернулося для неї вбивство Роберта Кеннеді (1968), яке сталося у її присутності.

## Особисте життя
З 1953 по 1961 і з 1964 по 1967 Клуні була одружена з пуерто-риканським актором Хосе Феррером, володарем премії «Оскар» за найкращу чоловічу роль. Від цього шлюбу — п'ятеро дітей. Їхні сини Мігель і Рафаел Феррери пішли стопами батька і стали акторами. Розмарі завела роман із танцюристом Данте ДіПаоло, своїм партнером з фільмів Here Come the Girls та Червоні підв'язки. Але, на подив друзів і публіки, влітку 1953 року Клуні втекла з актором Хосе Феррером, на 16 років був старшим за неї.
Померла від раку легенів, причиною якого була її пристрасть до сигарет.

## Фільмографія
- 1954 — Світле Різдво / White Christmas
- 1954 — Глибоко в моєму серці
- 1994 — Убивства на радіо